# Luigi Luzzatti

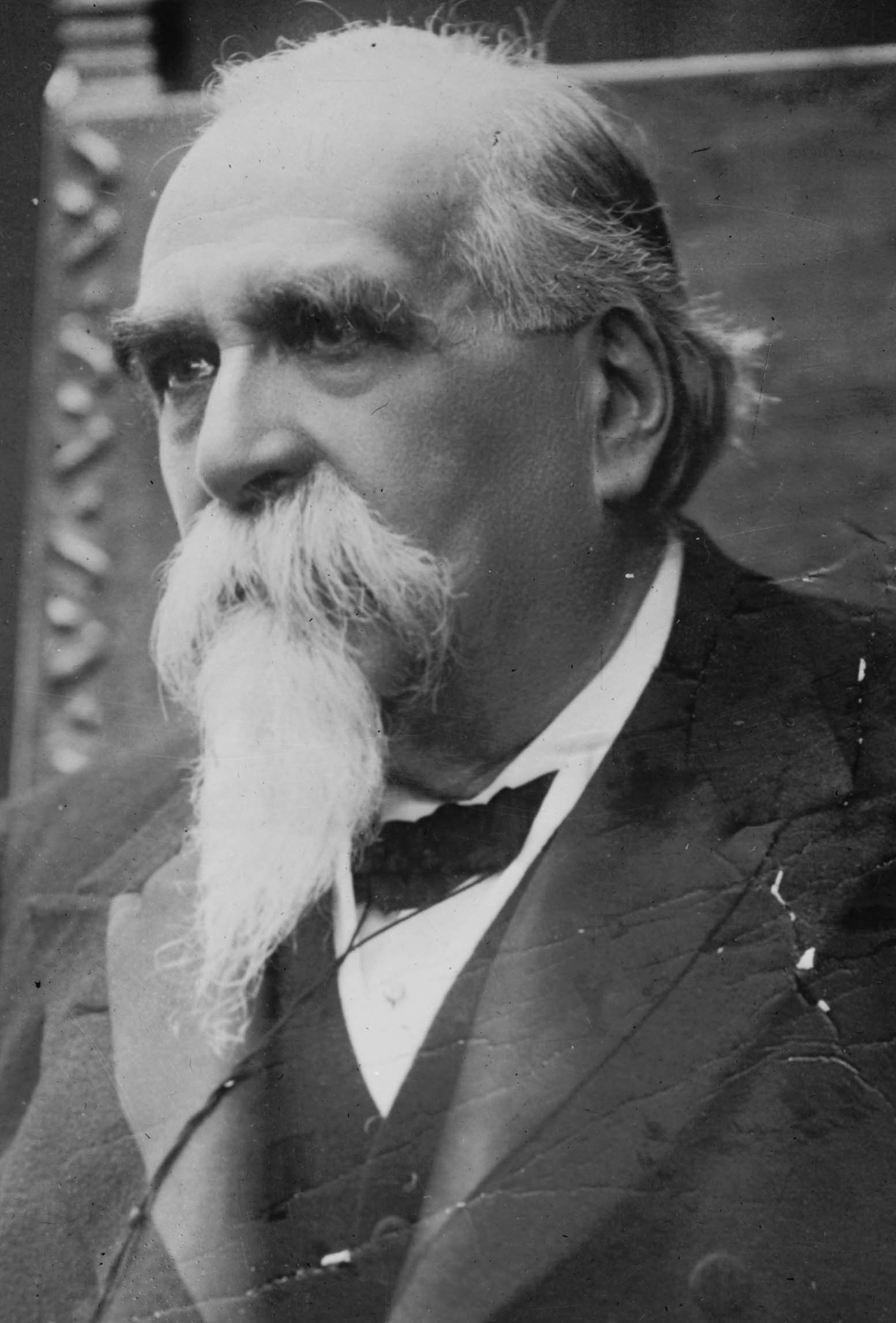
Luigi Luzzatti

Luigi Luzzatti (* 11. März 1841 in Venedig; † 29. März 1927 in Rom) war ein italienischer Volkswirtschaftler, Finanzmann und Politiker. Er war mehrfach italienischer Finanz- bzw. Schatzminister, Präsident des Ministerrats (Ministerpräsident) vom 31. März 1910 bis zum 2. März 1911 und amtierte in dieser Zeit auch als Innenminister.

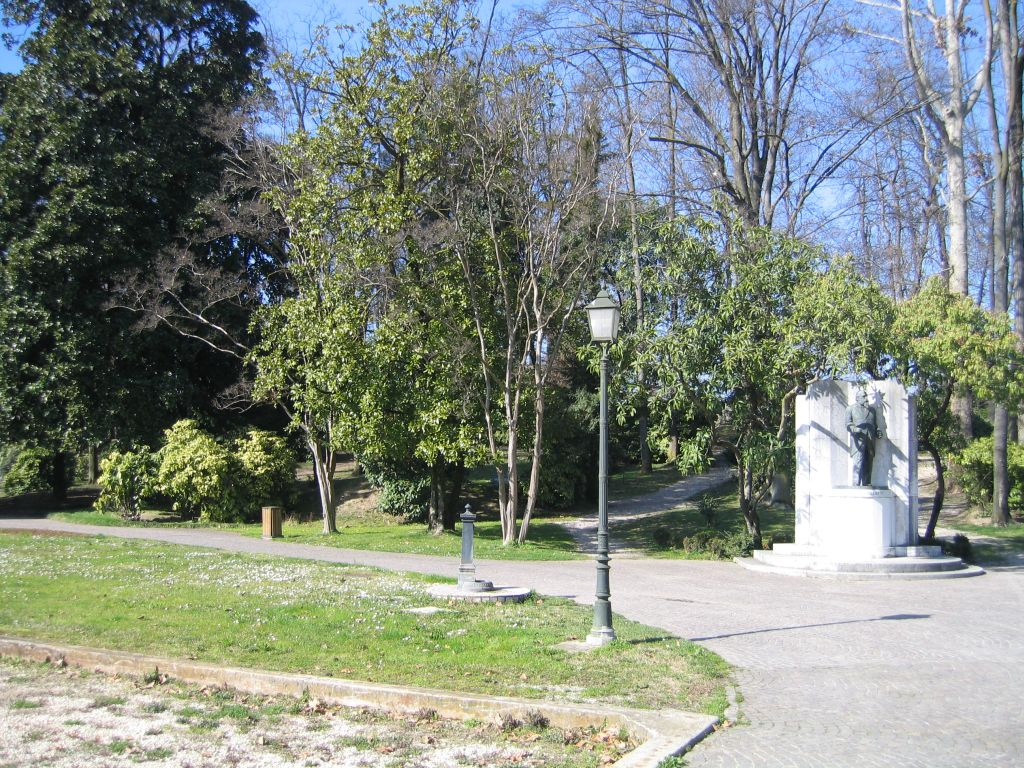
Denkmal zu Ehren Luigi Luzzattis, Stadtpark, Oderzo

## Leben und wissenschaftliche Karriere
In einer wohlhabenden jüdischen Fabrikantenfamilie geboren, studierte Luzzatti von 1858 bis 1863 Staats- und Rechtswissenschaften in Padua. Im Oktober 1863, zwei Monate nach seinem Studienabschluss veröffentlichte er La diffusione del credito e le banche popolari (Kreditversorgung und Volksbanken), worin er in Anlehnung an Hermann Schulze-Delitzsch auf die soziale Funktion der Bekämpfung des Wuchers und der Bereitstellung günstiger Kredite hinwies. Zum Jahreswechsel 1863/64 zog er nach Mailand, um an dem neu gegründeten Höheren Technischen Institut (heute: Politecnico di Milano) Statistik und Volkswirtschaft zu lehren. Im Gegensatz zu Venedig, welches noch bis 1866 zu Österreich gehörte, war ihm von Mailand aus auch die uneingeschränkte Teilnahme am politischen, gesellschaftlichen und wirtschaftlichen Leben Italiens möglich. In den nächsten Jahren wirkte er publizistisch und praktisch für die Ausbreitung der Genossenschaften und Volksbanken in Italien: Die älteste Volksbank des Landes, Banca Popolare di Lodi, wurde 1864 von ihm selbst gegründet.
Im Oktober 1867 wurde er zum Professor für Verfassungsrecht an die bis 1866 österreichische Universität Padua berufen, kurz darauf wurde er Mitglied der Gesellschaft für Wissenschaft, Literatur und Kunst Venedigs und wirkte dort mit bemerkenswertem Redetalent und großer Energie für die Verbreitung der wirtschaftlichen Theorien Hermann Schulze-Delitzschs, außerdem war er an der Gründung der Handelskammer Venedig beteiligt.

## Politische Karriere
Im Jahre 1869 wurde er in der Regierung Minghetti I zum Staatssekretär für Landwirtschaft und Handel ernannt. In diesem halben Jahr Amtszeit schaffte er die Aufsicht der Regierung über die Handelsunternehmen ab und förderte eine tiefgreifende Untersuchung über die Lage der Industrie. Obwohl theoretisch Befürworter des Freihandels, war er de facto für die Entstehung eines protektionistischen Wirtschaftssystems entscheidend verantwortlich. 1871 wurde er als Rechtsliberaler erstmals ins italienische Parlament gewählt, dem er ohne Unterbrechung bis 1921 angehörte. Von 1871 bis 1873 war er in der Regierung Giovanni Lanza erneut Staatssekretär und widmete sein besonderes Augenmerk der Reform des Handelsgesetzbuches und der Förderung der Berufsbildung. Seine Amtsführung fand nicht uneingeschränkten Beifall, man warf ihm wegen seiner Bemühungen um den Arbeiterschutz und die Regulierung der Kinderarbeit eine zu große Nähe zum Kathedersozialismus Adolph Wagners vor.
Auch als einfacher Abgeordneter, zeitweise als Vorsitzender oder stellvertretender Vorsitzender entsprechender Kommissionen, gehörte er zu den entscheidenden Persönlichkeiten der italienischen Wirtschaftspolitik. So gehörte er 1874 zu den Verfassern des italienischen Bankenrechts, setzte sich 1875 für die Gründung der Postsparkasse ein, nahm 1877 an den Handelsvertragsverhandlungen mit Frankreich teil, verfasste 1878 den italienischen Zolltarif und war in den folgenden Jahren Chefunterhändler für alle Handelsabkommen, die Italien mit anderen Ländern abschloss.
Nach seiner Ernennung zum Finanzminister im Kabinett Rudinì I im Jahre 1891 schaffte er unverzüglich das System der Verrechnungen zwischen den sechs in Italien bestehenden Zentralbanken ab, was eine Vervielfachung des Geldumlaufs bewirkte und die Krise des Bankwesens im Jahre 1893 beschleunigte.
1896 war er Finanzminister im zweiten Kabinett von Antonio Starabba di Rudinì und erließ Gesetze, mit deren Hilfe die Bank von Neapel vor dem Bankrott gerettet werden konnte. Nachdem er das Amt 1898 verließ, beschäftigte er sich mit dem Abschluss der Handelsverhandlungen mit Frankreich, während er als Abgeordneter, Journalist und Professor aktiv am politischen und wirtschaftlichen Leben seines Landes teilnahm.
Er wurde erneut zum Finanzminister vom November 1903 bis zum März 1905 im Kabinett von Giovanni Giolitti ernannt und zum dritten Mal vom Februar bis Mai 1906 im Kabinett von Sidney Sonnino. Am Ende seiner Amtszeit gelang ihm die Konversion der italienischen Staatsschulden von dem bisherigen Zinsfuß von 5 % schrittweise auf 4 %, 3,5 % und dann auf 3 %. Diese Operation hatten vor ihm andere Minister ohne Erfolg versucht. Obwohl die Konversion nicht vollständig in seiner Amtszeit vollbracht wurde, hatte er den größten Anteil daran. Dies trug wesentlich zur Konsolidierung des Wertes der italienischen Lira bei.
Luigi Luzzatti wurde 1910 der dritte Ministerpräsident jüdischer Abstammung Italiens nach Alessandro Fortis und Sidney Sonnino. Er bildete ein Kabinett aus Vertretern verschiedener liberaler Richtungen, welches eine Reform des Wahlrechts für die Abgeordnetenkammer und eine grundlegende Reform der Zusammensetzung des Senats anstrebte. Während die Wahlrechtsreform – die Ausweitung des aktiven Wahlrechts auf alle des Lesens und Schreibens kundige Männer – im Dezember 1910 durchgesetzt werden konnte, verfiel die Senatsreform der Ablehnung. Die Auseinandersetzungen um das Wahlrecht hatten den Zusammenhalt der verschiedenen Gruppen der bisherigen Regierungsmehrheit im Parlament gesprengt, daher konnte Giovanni Giolitti Luzzatti nach weniger als einem Jahr im Amt stürzen und selbst zum vierten Male Ministerpräsident werden. Man warf Luzzatti Führungsschwäche und mangelnden Kampfwillen gegen die Opposition vor.
Während des Ersten Weltkrieges engagierte sich Luzzatti in Hilfsorganisationen für die Kriegsflüchtlinge aus dem italienisch-österreichischen Frontgebiet und propagierte den Anschluss Dalmatiens an Italien. Von Mitte März bis Ende Mai 1920 war er nochmals kurzzeitig Finanzminister im Kabinett Nitti, welches vor allem mit inneren Unruhen zu kämpfen hatte.
1921, kurz nach seinem 80. Geburtstag und seinem Ausscheiden aus dem Parlament nach 50 Jahren wurde Luzzatti zum Senator ernannt. Er hielt sich von sämtlichen Oppositionsaktivitäten seiner liberalen politischen Freunde fern und widmete seine letzten Lebensjahre dem weiteren Ausbau des Genossenschaftswesens und des Arbeiterschutzes, so bei der Gründung der Genossenschaftsuniversität 1922 und des Nationalinstitutes für Hygiene, Renten- und Versicherungswesen 1924 sowie als Ehrenpräsident des italienischen Genossenschaftsverbandes ab 1925.

## Veröffentlichungen
Neben zahlreichen Artikeln in allgemeinen Zeitungen und Fachzeitschriften verfasste Luzzatti:
- La diffusione del credito e le banche popolari (1863).
- L’inchiesta industriale e i trattati di commercio (1878).
- Le odierne controversie economiche nelle loro attinenze colla protezione e col socialismo (1894).
- La libertà di coscienza e di scienza (1909).
  - Freiheit des Gewissens und Wissens : Studien zur Trennung von Staat und Kirche ; einzig autorisierte Ubertsetzung von J. Bluwstein, Leipzig 1911[4]
- Pro italico nomine : Herausgegeben vom Nationalverein Dante Alighieri. Ins Deutsche übertragen Von E. Sonntag-Vorbusch, Roma 1912[5]
- Postum erschienen drei Bände mit Lebenserinnerungen und Dokumenten:[2]
  - Memorie autobiografiche e carteggi 1: 1841-1876, Bologna 1930
  - Memorie tratte dal carteggio e da altri documenti : 1876-1900, Bologna 1935
  - Memorie 3: 1901-1927, Milano 1966, a cura di Elena De Carli, Ferruccio De Carli, Alberto De’ Stefani

## Sonstiges
Von 1865 bis 1870 war Luzzatti Präsident der Mailänder Volksbank, anschließend bis zu seinem Tode deren Ehrenpräsident. 1907 war er Vorsitzender der Genossenschaften von Cremona. Im Palazzo Loredan a Santo Stefano in Venedig wurde zur Hundertjahrfeier seiner Ernennung zum Präsident des Ministerrates ein Saal zum Gedenken an ihn eröffnet.